# Мацей Урбанович
Мацей Урбанович (пол. Maciej Urbanowicz; народився 12 липня 1986 у м. Гданськ, Польща) — польський хокеїст, нападник. Виступає за «Краковія» (Краків) у Польській Екстралізі. 
Вихованець хокейної школи «Сточньовець» (Гданськ). Виступав за СМС II (Сосновець), СМС I (Сосновець), ГКС (Ястшембе), «Сточньовець» (Гданськ).
У складі національної збірної Польщі провів 54 матчі (12 голів); учасник чемпіонатів світу 2008 (дивізіон I),  2009 (дивізіон I) і 2011 (дивізіон I). У складі молодіжної збірної Польщі учасник чемпіонатів світу 2004 (дивізіон II), 2005 (дивізіон I) і 2006 (дивізіон I). У складі юніорської збірної Польщі учасник чемпіонату світу 2003 (дивізіон I).